# 5. Königlich Bayerische Landwehr-Infanterie-Brigade
Die 5. Landwehr-Infanterie-Brigade war ein Großverband der Bayerischen Armee.

## Geschichte
Die Brigade wurde am 2. August 1914 mit Ausbruch des Ersten Weltkriegs als 5. gemischte Landwehr-Brigade aufgestellt und im Etappenbereich der 6. Armee bei Zweibrücken zur Sicherung der Eisenbahnverbindungen verwendet. Im Januar 1916 wurde sie der 1. Landwehr-Division unterstellt und an der Westfront eingesetzt.

## Gliederung

### Kriegsgliederung am 2. August 1914
- Landwehr-Infanterie-Regiment 4
- Landwehr-Infanterie-Regiment 5

### Kriegsgliederung im Januar 1917
- Landwehr-Infanterie-Regiment 4
- Landwehr-Infanterie-Regiment 6
- Landwehr-Infanterie-Regiment 7

## Kommandeure
| Dienstgrad            | Name                | Datum                                 |
| --------------------- | ------------------- | ------------------------------------- |
| Generalleutnant z. D. | Otto Wening         | 2. August 1914 bis 18. September 1915 |
| Generalmajor          | Luitpold Weiß-Jonak | 19. September 1915 bis 17. Mai 1917   |
| Oberst                | Maximilian Helbling | 17. Mai 1917 bis 29. Mai 1918         |
| Oberst                | Philipp Engelhard   | 29. Mai 1918 bis Kriegsende           |